# Allonecte
Allonecte — рід грибів родини Tubeufiaceae. Назва вперше опублікована 1939 року.

## Класифікація
До роду Allonecte відносять 1 вид:
- Allonecte lagerheimii